# Paso de las Flores
Paso de las Flores är en ort i Mexiko.   Den ligger i kommunen Castillo de Teayo och delstaten Veracruz, i den sydöstra delen av landet, 220 km nordost om huvudstaden Mexico City. Paso de las Flores ligger 70 meter över havet och antalet invånare är 106.
Terrängen runt Paso de las Flores är huvudsakligen platt, men åt sydväst är den kuperad. Runt Paso de las Flores är det ganska tätbefolkat, med 166 invånare per kvadratkilometer. Närmaste större samhälle är Álamo, 16,9 km norr om Paso de las Flores. Trakten runt Paso de las Flores består till största delen av jordbruksmark.